# Rasahus
Rasahus is een geslacht van wantsen uit de familie van de Reduviidae (Roofwantsen). Het geslacht werd voor het eerst wetenschappelijk beschreven door Charles Jean-Baptiste Amyot & Jean Guillaume Audinet-Serville in 1843.

## Soorten
Het genus bevat de volgende soorten:

- Rasahus abolitus Swanson, 2018
- Rasahus aeneus (Walker, 1873)
- Rasahus albomaculatus (Mayr, 1865)
- Rasahus amapaensis Coscarón, 1986
- Rasahus angulatus Coscarón, 1986
- Rasahus arcitenens Stål, 1872
- Rasahus arcuiger (Stål, 1862)
- Rasahus argentinensis Coscarón, 1983
- Rasahus atratus Coscarón, 1983
- Rasahus bifurcatus Champion, 1899
- Rasahus biguttatus (Say, 1832)
- Rasahus brasiliensis Coscarón, 1983
- Rasahus castaneus Coscarón, 1983
- Rasahus costaricensis Coscarón & Maldonado, 1988
- Rasahus deliquus Swanson, 2018
- Rasahus digramma (Walker, 1873)
- Rasahus dimidiatus (Walker, 1873)
- Rasahus flavovittatus Stål, 1872
- Rasahus grandis Fallou, 1889
- Rasahus guttatipennis (Stål, 1862)
- Rasahus hamatus (Fabricius, 1781)
- Rasahus limai Pinto, 1935
- Rasahus maculipennis (Lepeletier & Serville, 1825)
- Rasahus nesiotes Swanson, 2018
- Rasahus paraguayensis Coscarón, 1983
- Rasahus peruensis Coscarón, 1983
- Rasahus rufiventris (Walker, 1873)
- Rasahus scutellaris (Fabricius, 1787)
- Rasahus setosus Bérenger et al., 2007
- Rasahus sulcicollis (Serville, 1831)
- Rasahus surinamensis Coscarón, 1983
- Rasahus thoracicus Stål, 1872
- Rasahus vittatus Coscarón, 1983